# Liste des édifices religieux de Toulon
Cet article présente la liste des édifices religieux situés dans le territoire de la ville de Toulon.

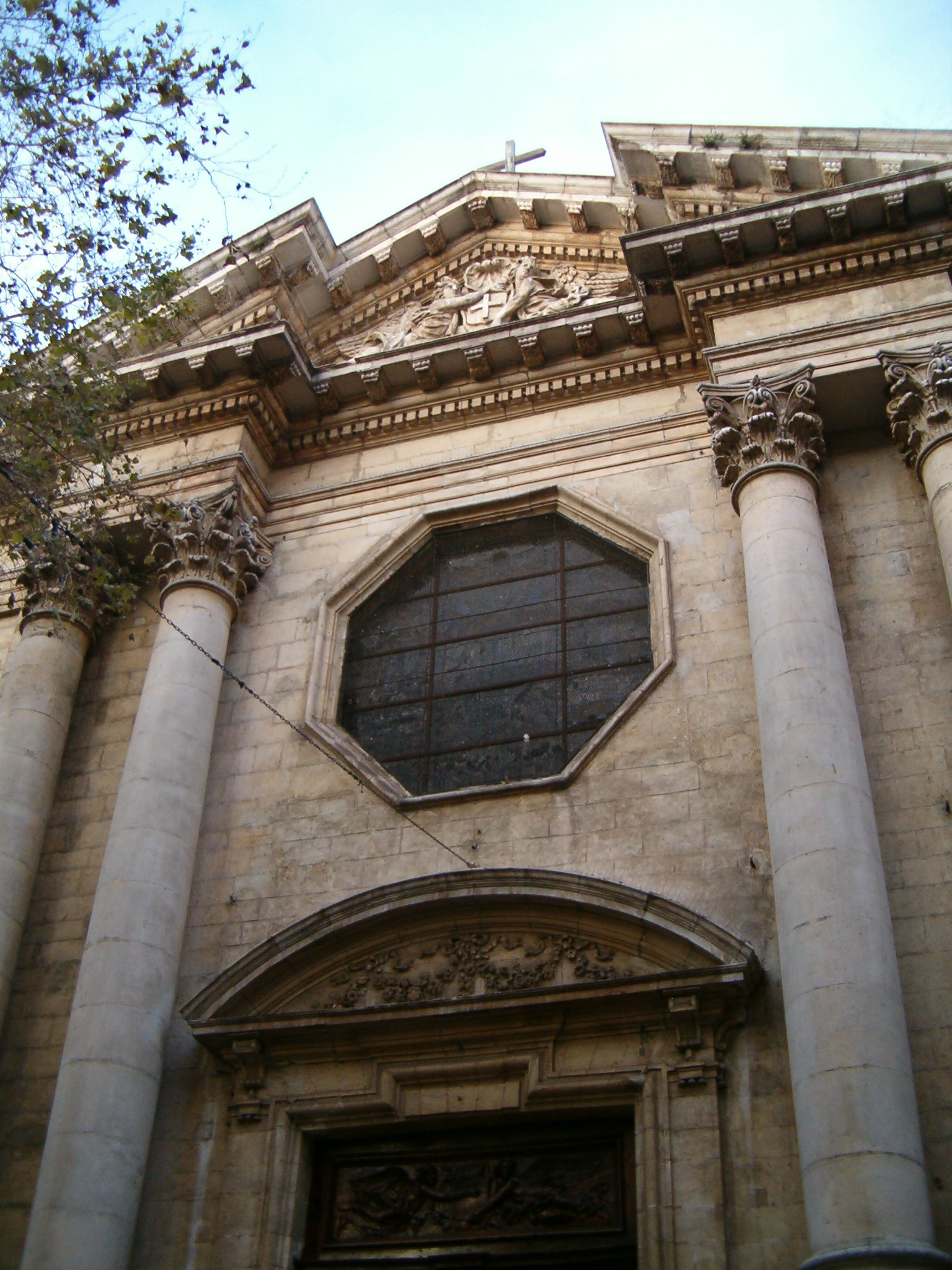
Cathédrale Notre-Dame-de-la-Seds de Toulon.

Note : cette liste n'est pas exhaustive.

## Catholique
- Cathédrale Notre-Dame-de-la-Seds de Toulon, place de la Cathédrale, traverse de la cathédrale (Basse-Ville),
- Église de l'Immaculée-Conception, boulevard Georges Richard au Siblas.
- Église Notre-Dame-des-Routes, chemin de la Chapelle Notre-Dame au Quatre Chemins.
- Église du Sacré-Cœur, rue du chanoine Bouisson au Routes.
- Église Saint-Antoine-de-Padoue, rue Dane de Marly au Valbourdin.
- Église Saint-Cyprien, rue de L'Église de Saint-Jean du Var.
- Église Saint-Flavien, rue Muiron au Mourillon.
- Église Saint-François-de-Paule, place Louis Blanc.
- Église Saint-Georges, rue Saint-Georges au Aiguillon.
- Église Saint-Jean-Bosco, rue Langeron au Mourillon.
- Église Saint-Joseph, place Martin Bidoure au Pont-du-Las.
- Église Saint-Louis, rue Louis Jourdan.
- Église Saint-Michel, la Beaucaire.
- Église Saint-Paul, boulevard Jules Michelet de Fort Lamalgue.
- Église Saint-Pie X, rue Henri Poincaré au Rode.
- Église Saint-Pierre-ès-Liens, rue des Oliviers de l'Ubac.
- Église Saint-Vincent-de-Paul, boulevard du Commandant Nicolas.
- Église Sainte-Jeanne-d'Arc, rue de Docteur Fouques.
- Église Sainte-Philomène, boulevard Grignan au Mourillon.
- Église Sainte-Roseline, avenue Édouard Herriot.
- Église Sainte-Thérèse-de-l'Enfant-Jésus, boulevard Enseigne de Vaisseau Gués [1]
- Église des Pomets, Hameau des Pomets.

. Chapelles dans la commune, 25 au total :
- Chapelle de l'évêché de Toulon-Fréjus, avenue de l'Elisa (Brunet)
- Chapelle du prieuré Saint-Maximin, avenue de la Résistance [2]
- Chapelle Notre-Dame-du-Cap-Falcon, chemin de la Batterie.
- Chapelle Notre-Dame du Faron, route de Faron.
- Chapelle Sainte-Thérèse de Valbertrand, rue Jules César.
- Chapelle Sainte-Agathe, chemin de Sainte-Agathe [3]
- Chapelle de l'hôpital des armées Sainte-Anne, chemin de Ronde [4]
- Chapelle du Christ-Roi, rue Uranie [5]
- Chapelle Notre-Dame-de-la-Nativité, avenue Édouard Herriot.
- Chapelle de l'ancien couvent Saint-Maur, avenue de Valbourdin.
- Chapelle du Carmel, avenue du Carmel.
- Chapelle de l'institution Notre-Dame, boulevard de l'Abbé Duployé.
- Chapelle maison de retraite, rue Uranie.
- Chapelle de la Transfiguration, rue Francis Garnier.
- Chapelle des Petites Sœurs des Pauvres, impasse Jeanne Jugon.
- Chapelle Sainte-Marie-Madeleine, chemin des Fours à Chaux.
- Chapelle, chemin de la Chapelle.
- Chapelle, avenue des Meuniers.
- Toulon possède également une confrérie de pénitents noirs, disparue en 1789 et reconstituée en 2006[6].

## Protestant/Évangélique
- Temple protestant de Toulon, rue Picot, en centre-ville, de l'Église protestante unie de France
- Armée du Salut, rue Picot.
- Église biblique baptiste, chemin du Pont de Bois.
- Église protestante évangélique baptiste, rue Henri Sainte-Claire Deville[7].
- Église évangélique Mission Chrétienne, rue Jean Jaurès[8].
- Église évangélique pentecôtiste, avenue Louis Barthou[9].
- Église évangélique vie et lumière, rue de l'Amiral Collet.
- Église Protestante évangélique, boulevard Paban[10].
- Une Église à Vivre - AoG, Impasse du Ponant, La Valette-du-Var[11].
- Église évangélique adventiste, boulevard du Docteur Charles Barnier.

## Orthodoxe
Il y a 10 communautés orthodoxes et orientales dans le Var dont à Toulon :
- l'église orthodoxe de la Sainte Trinité, de la Métropole orthodoxe grecque de France rue Marius Andrieu à Bon-Rencontre,
- l'église orthodoxe russe Sainte-Résurrection, rue Centrale à Siblas.
- l'ermitage orthodoxe Saint-Marc, siège de la Métropole copte orthodoxe de France au Revest-les-Eaux.
- Paroisse orthodoxe  des Saints Empereurs Constantin et Hélène et Sainte Agathe de la Métropole orthodoxe roumaine d'Europe occidentale et méridionaledans la chapelle Sainte-Agathe.
- Communauté orthodoxe de tradition russe de la Sainte-Résurrection de l'Archevêché des églises orthodoxes russes en Europe occidentale dans la chapelle sœurs carmélite apostoliques[13].

## Musulman
- Mosquée En-Nour, rue Vincent-Courdouan,
- Salle de prière, boulevard Ferdinand-de-Lesseps, et quelques autres dans la ville.

## Israélite
- Synagogue, avenue Lazare Carnot à Saint-Roch, et quelques lieux de prière dans la ville.

## Églises millénaristes
- Église néo-apostolique, chemin du Jonquet.
- Église de Jésus-Christ des saints des derniers jours, avenue des Îles d'Or.
- Salle du royaume des témoins de Jéhovah, chemin de la Baume.

## Bouddhiste
- Lieu de prière en centre-ville.